# Župnija Novo mesto – Kapitelj
Župnija Novo mesto – Kapitelj je rimskokatoliška teritorialna župnija Dekanije Novo mesto Škofije Novo mesto.
Do 7. aprila 2006, ko je bila ustanovljena Škofija Novo mesto, je bila župnija del Nadškofije Ljubljana.

## Cerkve
| #  | Slika                     | Cerkev                       | Naselje                        |
| -- | ------------------------- | ---------------------------- | ------------------------------ |
| 1. | Klikni za spremembo slike | Stolnica svetega Nikolaja    | Novo mesto                     |
| 2. | Klikni za spremembo slike | Kapela Žalostne Matere Božje | Novo mesto (Pokopališče Ločna) |